# 住吉橋 (広島市)
住吉橋（すみよしばし）は、広島県広島市の旧太田川（本川）にかかる道路橋。鋼ローゼ橋の国内初施工事例。

## 概要
橋名の由来は、東詰上流側にある住吉神社から。塗装に朱色が採用されているのは神社をイメージしたもの。
上流側に国道2号の新住吉橋、下流側に舟入橋がある。東へ道沿いに行くと明治橋から鷹野橋へと続く。西には昔、観音橋があったが撤去されたため、天満川でつきあたりになる。
元々は国道2号筋に架かる橋であった。橋の袂には、地元住人により常夜燈をモチーフに作られた「住吉橋記念燈」がある。
アクアネット広島が運行する河川遊覧船「ひろしま世界遺産航路」はこの橋の下を通る。

## 諸元
- 路線名：市道中2区42号線[3]
- 橋長：137.5m[4]
- 支間長：33.3m + 70.0m + 33.3m[4]
- 幅員：7.5m[4]（7.1m[3]）
- 上部工：下路式カンチレバーローゼ橋[4]
- 下部工：RC橋台2基、RCラーメン橋脚2基[4]
- 基礎工：橋台 - 杭基礎、橋脚 - ニューマチックケーソン基礎[4][1]
- 施工：上部工 - 横河橋梁（床版のみ武田組）、下部工 - 白石基礎[4]

## 歴史

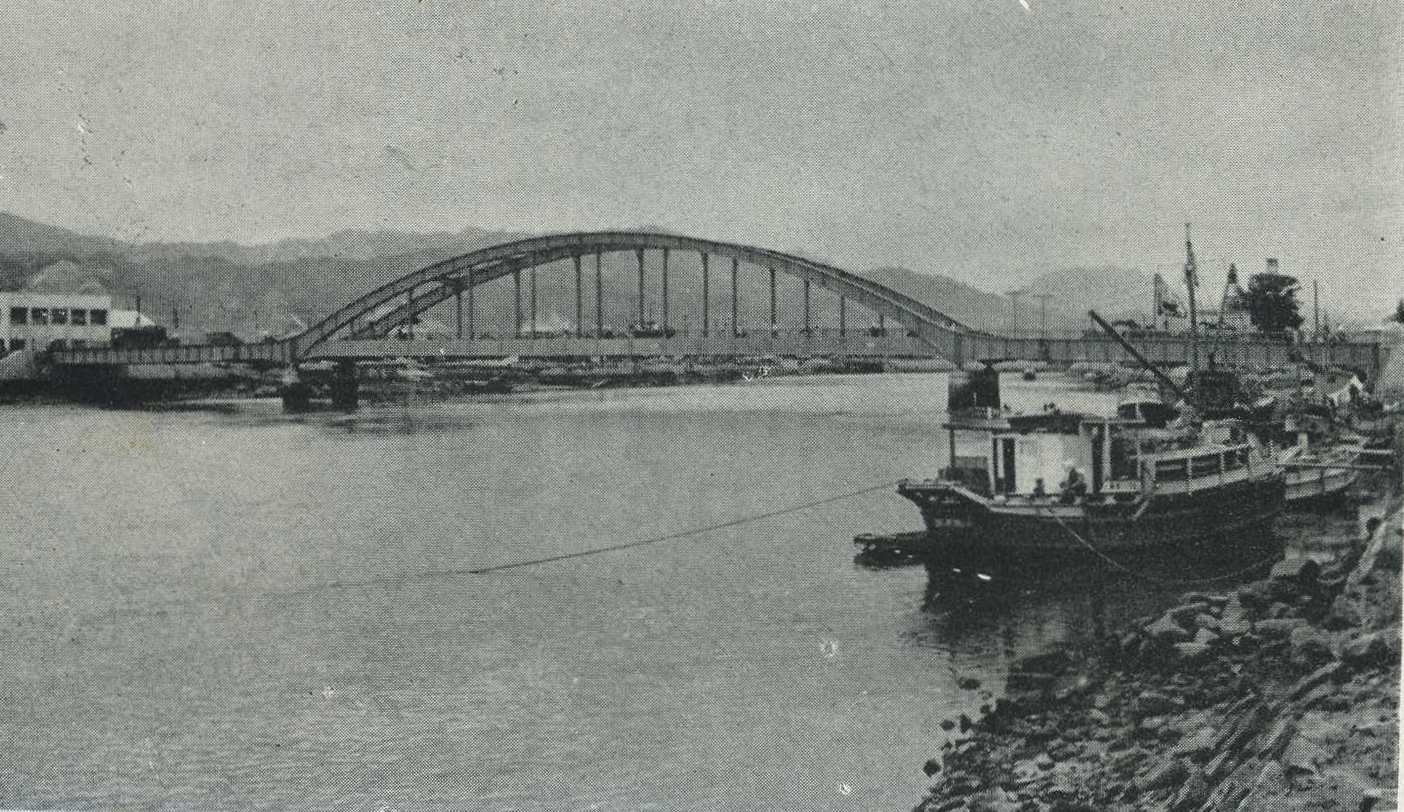
1955年頃。

藩政時代、防衛あるいは防犯のため城下には架橋規制がしかれており、この川にはかなり上流にある西国街道筋に本川橋が架かるのみであった。
明治時代になって規制は解かれ1910年（明治43年）、不便に思っていた本川を挟む両地元住民により木橋が架けられた。それを記念に袂に記念燈を建立した。ただ、水害により何度も落橋してしまったため、1926年（大正15年）に鉄筋コンクリート桁橋に架け替えられた。
1945年（昭和20年）7月ごろ、住吉橋西詰から観音橋東詰まで建物疎開され道路が広げられた。
同年8月6日、原爆被災。爆心地から1.39kmに位置した。桁が少しだけズレて高欄が南北に分かれて川へ落ちたが落橋には免れた。記念燈も同様に倒壊をまぬがれている。東詰たもとには臨時の救護所が設けられ、多くの重傷者が一時運び込まれ、ここの船着場から宇品や似島に運ばれた。数日後、本川を流れる多数の死体がこの橋袂で引き揚げられ、うず高く積み重ねられた状態で焼かれていった。
同年9月枕崎台風の後に上陸した、同年10月の阿久根台風による水害により落橋してしまった。ちなみにこの2つの台風により本川が相次いで増水、上流側に架かる本川橋および新大橋（現在の西平和大橋）も落橋している。その後すぐに仮設木橋が架けられた。
戦後、国道2号筋の橋として1951年（昭和26年）鉄筋コンクリート桁橋に再架橋したものの、同年10月大型台風のルース台風の被害にあい新橋と仮設木橋ともに流出した。完成後すぐ落橋したため調査が行われ、長径間の橋とすることが決定、国内の専門業者から設計を募った。
そこで、1954年（昭和29年）に現在の鋼アーチ橋に架け替えられた。これは日本で初めて竣工した鋼ローゼ橋でもある。
1965年（昭和40年）に上流側に新住吉橋が竣工、国道2号がそちらへ移り交通量が減ったが地元住人の生活道路として利用されている。高潮対策事業により一時記念燈が撤去されたが1996年（平成8年）に元の位置に戻されている。